# Leptotarsus gurneyi
Leptotarsus gurneyi är en tvåvingeart som beskrevs av Alexander 1975. Leptotarsus gurneyi ingår i släktet Leptotarsus och familjen storharkrankar. Inga underarter finns listade i Catalogue of Life.